# 塩崎雄二
塩崎 雄二（しおざき ゆうじ、1967年9月7日 - ）は、日本の漫画家。代表作は、『一騎当千』。趣味は野球、海外旅行、庭での野菜作り、ドライブ。好物はビール。
元々は『ビジネスジャンプ』など集英社での連載が主であり、この頃のペンネームは塩崎ユウジだった。集英社連載当時はなかなか人気が出ず、2000年頃に集英社を離れてから人気を博すようになった。

## 作品リスト
- 一騎当千[2]（コミックガム（ワニブックス）、全24巻）
- 真・一騎当千 (ヤングキングアワーズ (少年画報社) 、既刊5巻)
- バトルクラブ（月刊ヤングキング（少年画報社）、全6巻）
- バトルクラブ 2nd stage（月刊ヤングキング（少年画報社）、全3巻）
- ZOIDS惑星Zi（月刊コロコロコミック（小学館）、全3巻）
- Karen（ビジネスジャンプ（集英社）、全2巻） → （新装版〈Daito comics〉（大都社））
- ハッピーマン（ビジネスジャンプ増刊→ビジネスジャンプ（集英社））→（新装版〈Daito comics〉（大都社））
- 日刊タチバナ（ビジネスジャンプ（集英社））→（新装版〈ヤングキングコミックス〉少年画報社）
- コメスタセブン（初期短編集、ビジネスジャンプ（集英社）ほか）→（単行本〈Daito comics〉（大都社））
- フロンティアルーツ（原作：為我井徹、コミックGOTTA（小学館））→（単行本〈Daito comics〉（大都社））
- シュラバ★ヤ★ランコ（塩崎ユウジ名義）（エクストラ・ビージャン（集英社）、全2巻。立川宜子主演でビデオ化）
- 駿河の雷太（塩崎ユウジ名義）（ビジネスジャンプ（集英社）、全2巻）
- GODEATH 〜女神の血脈〜（月刊ヤングキング（少年画報社）、全3巻）
- 高床式少女（滝川いづみ名義）（月刊ヤングキング（少年画報社）、全3巻 → 完全版全1巻（塩崎雄二名義））
- ラン×漫（comicブースト（幻冬舎コミックス））